# 아이스브레이커 (기업)
아이스브레이커(영어: Icebreaker)은 뉴질랜드의 아웃도어 제품 회사이다.

## 같이 보기
- 파타고니아
- 컬럼비아 스포츠웨어
- 노스페이스
- 라푸마
- 밀레
- 머렐
- 캐나다 구스
- 몽클레르
- 몽벨